# Ronde van Nederland 1976
De 16e editie van de Ronde van Nederland ging op 24 augustus 1976 van start in Deurne. De wielerwedstrijd over vijf etappes eindigde op 29 augustus in Simpelveld. De ronde werd gewonnen door Gerrie Knetemann.

## Eindklassement
Gerrie Knetemann werd winnaar van het eindklassement van de Ronde van Nederland van 1976 met een voorsprong van 1 minuut en 3 seconden op de Belg Ludo Peeters. 
| Plaats  | Naam              | Tijd      |
| ------- | ----------------- | --------- |
| Winnaar | Gerrie Knetemann  | 23u21'39" |
| 2       | Ludo Peeters      | + 1'03"   |
| 3       | Jos Jacobs        | + 1'46"   |
| 4       | Michel Pollentier | + 2'09"   |
| 5       | Eric Loder        | + 2'52"   |
| 6       | Fedor den Hertog  | + 2'58"   |
| 7       | Bert Pronk        | + 4'04"   |
| 8       | Freddy Maertens   | + 5'47"   |
| 9       | Herman Beyssens   | + 6'25"   |
| 10      | Hennie Kuiper     | + 7'12"   |

## Etappe-overzicht
| Etappe    | Van - naar              | Km         | Etappewinnaar         |
| --------- | ----------------------- | ---------- | --------------------- |
| Proloog   | Deurne                  | 4,6 (TTT)  | TI-Raleigh            |
| Criterium | Deurne                  | 66,7       | Guido van Sweevelt    |
| 1         | Deurne - St. Willebrord | 217        | Bas Hordijk           |
| 2         | St. Willebrord - Goes   | 217        | Fedor Iwan den Hertog |
| 3         | Goes - Budel            | 215        | André Gevers          |
| 4         | Budel - Maastricht      | 218        | Gerrie Knetemann      |
| 5a        | Maastricht - Simpelveld | 89         | Freddy Maertens       |
| 5b        | Simpelveld              | 14,7 (ITT) | Freddy Maertens       |

1948 · 1949 · 1950 · 1951 · 1952 · 1953 · 1954 · 1955 · 1956 · 1957 · 1958 · 1959 · 1960 · 1961 · 1962 · 1963 · 1964 · 1965 · 1966 · 1967 · 1968 · 1969 · 1970 · 1971 · 1972 · 1973 · 1974 · 1975 · 1976 · 1977 · 1978 · 1979 · 1980 · 1981 · 1982 · 1983 · 1984 · 1985 · 1986 · 1987 · 1988 · 1989 · 1990 · 1991 · 1992 · 1993 · 1994 · 1995 · 1996 · 1997 · 1998 · 1999 · 2000 · 2001 · 2002 · 2003 · 2004 · 2005 · 2006 · 2007 · 2008 · 2009 · 2010 · 2011 · 2012 · 2013 · 2014 · 2015 · 2016 · 2017 · 2018 · 2019 · 2020 · 2021 · 2022 · 2023 · 2024